# Teodor Teofil Matecki
Teodor Teofil Matecki (ur. 25 kwietnia 1810 w Poznaniu, zm. 15 maja 1886 tamże) – lekarz, działacz społeczny, członek Poznańskiego Towarzystwa Przyjaciół Nauk, inicjator wystawienia pomnika Adama Mickiewicza w Poznaniu.

## Życiorys
Kształcił się w poznańskim gimnazjum Marii Magdaleny, ale przerwał naukę i wziął udział w powstaniu listopadowym. Zaciągnął się do artylerii. Za zasługi podczas obrony Warszawy odznaczony orderem Virtuti Militari. Przez władze pruskie został ukarany karą 3 miesięcy więzienia za udział w powstaniu. W 1833 zdał maturę we Wrocławiu i podjął na tamtejszym uniwersytecie studia medyczne. Stopień doktora medycyny uzyskał w 1837, następnie odbył staż w Berlinie. W 1838 osiadł w Poznaniu.
Pracę lekarza łączył z działalnością społeczną i polityczno-narodową. Jeszcze w czasie wrocławskich studiów zainicjował razem z Janem Evangelistą Purkyněm powstanie Towarzystwa Literacko-Słowiańskiego, którego był pierwszym prezesem. W Poznaniu należał do Towarzystwa Naukowej Pomocy dla Młodzieży Wielkiego Księstwa Poznańskiego, spółki Bazar, Kasyna i rady miejskiej.
W latach 1841–1843 brał udział w cyklu wykładów – odczytów publicznych, zorganizowanych z inicjatywy Tytusa Działyńskiego w Sali Czerwonej Pałacu Działyńskich w Poznaniu, gdzie prowadził wykłady z zakresu fizyki i chemii. Karol Libelt wykładał estetykę, Jędrzej Moraczewski – historię Polski i Słowiańszczyzny, Jakub Krotowski-Krauthofer – metodologię prawa, I. Lipski – agronomię, a Fabian Sarnecki uczył malarstwa.
Biorąc za wzór Karola Marcinkowskiego jako lekarz koncentrował się na pomocy ubogim. Obok pracy organicznej współpracował także z konspiracją przygotowującą powstanie w Wielkopolsce, pomagając m.in. w magazynowaniu lekarstw. W 1846 został aresztowany; więziony w Poznaniu, Sonnenburgu, Hausvogtei i Moabicie, w procesie berlińskim otrzymał wyrok 6 lat twierdzy oraz grzywnę. Z więzienia uwolniły go wydarzenia rewolucji 1848, został wówczas koordynatorem służby lekarskiej w Komitecie Narodowym. Założył szpitale w Śremie, Wrześni i Miłosławiu (gdzie leczono powstańców), a w latach 1848–1849 przyczynił się do zwalczenia epidemii cholery. Opieką nad rannymi powstańcami zajmował się także kilkanaście lat później w okresie powstania styczniowego.
Po 1848 działał jako lekarz i popularyzator nauki. Zapoczątkował wraz z Ignacym Zielewiczem i Piotrem Seckim nowoczesną chirurgię w Wielkim Księstwie Poznańskim, stosując przy operacjach znieczulenie ogólne przy użyciu eteru i chloroformu. Był naczelnym chirurgiem w Szpitalu Dziecięcym Sióstr Miłosierdzia przy ul. św. Józefa w Poznaniu, kierownikiem zakładu położniczego w Szpitalu Elżbiety w Poznaniu, zarządcą uzdrowiska wodoleczniczego w Dębnie, lekarzem i wykładowcą medycyny w poznańskim seminarium duchownym.
Należał do szeregu towarzystw naukowych, m.in. Towarzystwa Naukowego w Krakowie i Towarzystwa Lekarzy Podolskich. Najaktywniej działał w Poznańskim Towarzystwie Przyjaciół Nauk, należał do grona jego założycieli, w latach 1858–1875 pełnił funkcję skarbnika, następnie (do końca życia) wiceprezesa; kierował Wydziałem Przyrodniczym i Wydziałem (pierwotnie sekcją) Lekarskim towarzystwa oraz wchodził w skład wielu jego komisji, m.in. związanej z rocznicą 400-lecia urodzin Mikołaja Kopernika (1873).
Był członkiem dyrekcji poznańskiego Bazaru oraz dysponentem akcji bazarowych PTPN. Wygłaszał referaty i odczyty, publikował liczne artykuły, poświęcone nie tylko medycynie, ale także chemii, fizyce, matematyce i astronomii. W 1884 wziął udział w II zjeździe lekarzy i przyrodników polskich w Poznaniu. Był orędownikiem stworzenia polskiego słownictwa chemicznego i medycznego, czemu poświęcił rozprawę Słownictwo chemiczne polskie oraz stworzenie polskiego słownictwa lekarskiego.
Od 1840 jego żoną była Apolonia z Szumanów (1817–1884), siostra znanych działaczy wielkopolskich Henryka i Kazimierza Szumanów. Przez żonę spowinowacił się także z wybitnym filozofem i politykiem wielkopolskim Karolem Libeltem, z którym współpracował zarówno przy przygotowaniach do powstania przed 1848, jak i działalności Poznańskiego Towarzystwa Przyjaciół Nauk. Apolonia Matecka była siostrą drugiej żony Libelta, Marii.
Pochowany został na poznańskim cmentarzu św. Marcina, po likwidacji cmentarza zwłoki przeniesiono na cmentarz Zasłużonych na Wzgórzu św. Wojciecha.

## Wybrane publikacje
- Poradnik dla młodych matek, czyli fizyczne wychowanie dzieci w pierwszych siedmiu latach, Poznań 1848.
- Słownictwo chemiczne polskie, Poznań 1855.
- Domowa apteczka, Poznań 1860.
- Rady i nauki starego lekarza dla nielekarzy, Poznań 1867.